# زبان اشاره لتونیایی
زبان اشاره لتونیایی زبان اشاره‌ای است که توسط ناشنوایان و کم شنوایان در لتونی استفاده می‌شود.